# Anomala concha
Anomala concha är en skalbaggsart som beskrevs av Ohaus 1916. Anomala concha ingår i släktet Anomala och familjen Rutelidae. Inga underarter finns listade i Catalogue of Life.